# Наварро, Даниэль
Даниэль Наварро Гарсия (исп. Daniel Navarro García ; род. 18 июля 1983, Саламанка, автономное сообщество Кастилия-Леон, Испания) — испанский профессиональный  шоссейный велогонщик, выступающий за команду мирового тура «Katusha–Alpecin». 

## Достижения
2000
2-й Чемпионат Испании — Групповая гонка (юниоры)
2003
1-й Antzuola Saria U23
2004
1-й Leintz Bailarari Itzulia
2-й Tour de Palencia
3-й Klasika Lemoiz
6-й Vuelta al Bidasoa
2008
4-й Тур Германии — Генеральная классификация
5-й Вуэльта Каталонии — Генеральная классификация
2009
7-й Гран-при Лугано
9-й Тур де Эна — Генеральная классификация
2010
1-й — Этап 5 Критериум Дофине
2012
3-й Тур де Эна — Генеральная классификация
1-й — Этап 3
3-й Тур Средиземноморья — Генеральная классификация
2013
1-й Вуэльта Мурсии
5-й Критериум Дофине — Генеральная классификация
9-й Тур де Франс — Генеральная классификация
10-й Вуэльта Андалусии — Генеральная классификация
2014
8-й Вуэльта Андалусии — Генеральная классификация
9-й Критериум Дофине — Генеральная классификация
10-й [Вуэльта Испании — Генеральная классификация
1-й — Этап 13
10-й Вуэльта Мурсии
2016
9-й Вуэльта Андалусии — Генеральная классификация
9-й Вуэльта Валенсии — Генеральная классификация
9-й Вуэльта Мурсии
2017
 Приз самому агрессивному гонщику — Этап 19 Вуэльта Испании
8-й Boucles de l'Aulne
2018
2-й Рут д'Окситания — Генеральная классификация
7-й Тур Омана — Генеральная классификация
9-й Критериум Дофине — Генеральная классификация

## Статистика выступлений

### Гранд-туры
| Гранд-тур                 | 2006 | 2007 | 2008 | 2009 | 2010 | 2011 | 2012 | 2013 | 2014 | 2015 | 2016 | 2017 | 2018 |
| ------------------------- | ---- | ---- | ---- | ---- | ---- | ---- | ---- | ---- | ---- | ---- | ---- | ---- | ---- |
| Джиро д’Италия            | 90   | —    | —    | 30   | —    | 43   | —    | —    | —    | —    | —    | —    | —    |
| Тур де Франс              | —    | НФ   | —    | —    | 48   | 63   | —    | 9    | НФ   | 66   | НФ   | 27   | 45   |
| (c 2010 ) Вуэльта Испании | —    | —    | —    | 13   | —    | —    | 55   | —    | 10   | 30   | —    | 81   | —    |

| —  | Не участвовал  |
| НФ | Не финишировал |